# Cincinnati Open 1997 - Qualificazioni doppio
Le qualificazioni del doppio  del Cincinnati Open 1997 sono state un torneo di tennis preliminare per accedere alla fase finale della manifestazione. I vincitori dell'ultimo turno sono entrati di diritto nel tabellone principale. In caso di ritiro di uno o più giocatori aventi diritto a questi sono subentrati i lucky loser, ossia i giocatori che hanno perso nell'ultimo turno ma che avevano una classifica più alta rispetto agli altri partecipanti che avevano comunque perso nel turno finale.
Le qualificazioni del doppio del torneo Cincinnati Open 1997 prevedevano 8 coppie partecipanti di cui 2 sono entrate nel tabellone principale.

## Teste di serie
1. Kelly Jones /  Byron Talbot (ultimo turno)
2. Kent Kinnear /  Aleksandar Kitinov (primo turno)

1. Peter Nyborg /  Mikael Tillström (ultimo turno)
2. Vince Spadea /  Eric Taino (primo turno)

## Qualificati
1. Scott Draper  /   Jason Stoltenberg

1. Mike Bryan  /   Bob Bryan

## Tabellone

### Legenda
| - Q = Qualificato - WC = Wild card - LL = Lucky loser | - ALT = Alternate - SE = Special Exempt - PR = Protected Ranking | - w/o = Walkover - r = Ritirato - d = Squalificato |

### Sezione 1
|  | Primo turno | Primo turno                    | Primo turno                    | Primo turno | Primo turno |  |  | Ultimo turno | Ultimo turno                   | Ultimo turno                   | Ultimo turno | Ultimo turno |  |
|  |             |                                |                                |             |             |  |  |              |                                |                                |              |              |  |
|  | 1           | Kelly Jones Byron Talbot       | Kelly Jones Byron Talbot       | 6           | 6           |  |  |              |                                |                                |              |              |  |
|  |             | Craig Boynton Craig Lindner    | Craig Boynton Craig Lindner    | 3           | 1           |  |  | 1            | Kelly Jones Byron Talbot       | Kelly Jones Byron Talbot       | 3            | 4            |  |
|  |             | Scott Draper Jason Stoltenberg | Scott Draper Jason Stoltenberg | 6           | 6           |  |  |              | Scott Draper Jason Stoltenberg | Scott Draper Jason Stoltenberg | 6            | 6            |  |
|  | 4           | Vince Spadea Eric Taino        | Vince Spadea Eric Taino        | 3           | 1           |  |  |              |                                |                                |              |              |  |

### Sezione 2
|  | Primo turno | Primo turno                     | Primo turno                     | Primo turno | Primo turno |  |  | Ultimo turno | Ultimo turno                  | Ultimo turno                  | Ultimo turno | Ultimo turno |  |
|  |             |                                 |                                 |             |             |  |  |              |                               |                               |              |              |  |
|  |             | Mike Bryan Bob Bryan            | Mike Bryan Bob Bryan            | 7           | 6           |  |  |              |                               |                               |              |              |  |
|  | 2           | Kent Kinnear Aleksandar Kitinov | Kent Kinnear Aleksandar Kitinov | 6           | 4           |  |  |              | Mike Bryan Bob Bryan          | Mike Bryan Bob Bryan          | 7            | 6            |  |
|  | 3           | Peter Nyborg Mikael Tillström   | Peter Nyborg Mikael Tillström   | 7           | 6           |  |  | 3            | Peter Nyborg Mikael Tillström | Peter Nyborg Mikael Tillström | 6            | 4            |  |
|  |             | Chris Groer Andrew Rueb         | Chris Groer Andrew Rueb         | 6           | 3           |  |  |              |                               |                               |              |              |  |